# Полукс (звезда)
Полукс или бета Близанаца (лат. β Geminorum, β Gem) је најсјајнија звезда сазвежђа Близанци. Иако сјајнија од Кастора, Бајер ју је означио словом β као јужнију. Од 1943. године, спектар ове звезде служи као једна од стабилних сидришта по којима се класификују друге звезде. Године 2006, потврђено је да око ње кружи екстрасоларна планета (означена као Полук б или β Геминорум б, касније названа Тестијас).
Са магнитудом од 1,15 (апсолутна магнитуда 1,1), Полукс је 17. насјајнија звезда ноћног неба.
Полукс је наранџасти џин, класе K0 IIIb. У поређењу са Сунцем, Полукс има 1,7 ± 0,4 пута већу масу, 8,8 ± 0,1 пута већи пречник и 32 пута већу луминозност. У језгру Полукса завршена је фузија водоника у хелијум, а отпочела је фузија хелијума у угљеник и кисеоник. Полукс нема гравитационо везаних звезда али има планету, означену као β Gem b, масе 2,3 ± 0,45 масе Јупитера која се креће по готово кружној орбити (е = 0,02 ± 0,03) на удаљености од 1,64 ± 0,27 АЈ од Полукса. Период револуције износи 589,64 ± 0,81 дана (приближно 1,6 година).

## Номенклатура
β Геминорум (латинизовано у Бета Геминорум) је Бајерова ознака звезде.
Традиционално име Полукс се односи на близанце Кастора и Полукса у грчкој и римској митологији. У 2016. години, Међународна астрономска унија организовала је Радну групу за имена звезда (WGSN) за каталогизацију и стандардизацију сопствених имена за звезде. Први билтен WGSN-а из јула 2016. укључивао је табелу прве две групе имена које је одобрио WGSN, укључујући Полукс за ову звезду.
Кастор и Полукс су две звезде „небески близанци” које су дале име сазвежђу Близанци (латински, „близанци”). Звезде су, међутим, прилично различите у детаљима. Кастор је сложен шестоструки систем врућих, плавичасто-белих звезда А-типа и тамних црвених патуљака, док је Полукс један, хладнији жуто-наранџасти џин. У песми Персија Шелија из 1818. Хомерова химна Кастору и Полуксу, звезда се помиње као „..благи Полукс, без кривице.”
Првобитно је планета била означена као Полукс б. У јулу 2014. Међународна астрономска унија покренула је NameExoWorlds, процес за давање правих имена одређеним егзопланетама и њиховим звездама. Процес је укључивао јавно номиновање и гласање за нова имена. У децембру 2015, IAU је објавила да је победничко име Тестија за ову планету. Победнички назив је заснован на оном који је првобитно поднео тхеСкиНет из Аустралије; наиме Леда, Полуксова мајка. На захтев ИАУ, 'Тестија' (патроним Леде, Тестијеве ћерке) је замењена. То је било зато што је 'Леда' већ била приписана астероиду и једном од Јупитерових сателита.
У каталогу звезда у календару Calendarium of Al Achsasi Al Mouakket, ова звезда је означена као Муекер ал Џира, што је на латински преведено као Posterior Brachii, што значи крај у шапи.
На кинеском, 北河 (Běi Hé), што значи Северна река, односи се на астеризам који се састоји од Полукс, ρ Геминорум и Кастор. Сходно томе, сам Полукс је познат као 北河三 (Běi Hé sān, енгл. the Third Star of North River.)

## Физичке карактеристике
Са привидном визуелном магнитудом од 1,14, Полукс је најсјајнија звезда у свом сазвежђу, чак је светлија од свог суседа Кастора (α Геминорум). Полукс је 6,7 степени северно од еклиптике, тренутно превише северно да би је Месец заклонио. Последња лунарна окултација видљива са Земље била је 30. септембра 117. п. н. е.
Мерења паралаксе помоћу астрометријског сателита Хипаркос постављају Полукс на удаљености од око 3,378 светлосних година (1,036 парсека) од Сунца.
Ова звезда је већа од Сунца, са око два пута већом масом и скоро девет пута већим радијусом. Некада звезда главне секвенце типа А, Полукс је исцрпео водоник у свом језгру и еволуирао у џиновску звезду са звезданом класификацијом K0 III. Ефективна температура спољашњег омотача ове звезде је око 4.666 K, што лежи у опсегу који производи карактеристичну наранџасту нијансу звезда К-типа. Полукс има пројектовану брзину ротације од 2,8 km·s−1. Обиље елемената осим водоника и хелијума, што астрономи називају металичност звезде, је неизвесно, са проценама у распону од 85% до 155% Сунчевог обиља.
Докази о ниском нивоу магнетне активности дошли су од детекције слабе рендгенске емисије помоћу орбиталног телескопа ROSAT. Рендгенска емисија ове звезде је око 1027 erg s−1, што је отприлике исто као и емисија рендгенских зрака са Сунца. Од тада је потврђено магнетно поље јачине испод 1 гауса на површини Полукса; једно од најслабијих поља икада откривених на звезди. Присуство овог поља сугерише да је Полукс некада био Ап звезда са много јачим магнетним пољем. Ова звезда приказује мале амплитудне варијације радијалне брзине, али није фотометријски променљива.